# The Libertines
The Libertines (zu deutsch „Wüstlinge“, „Freigeister“, „Freidenker“) ist eine vierköpfige englische Rockband aus London.

## Geschichte

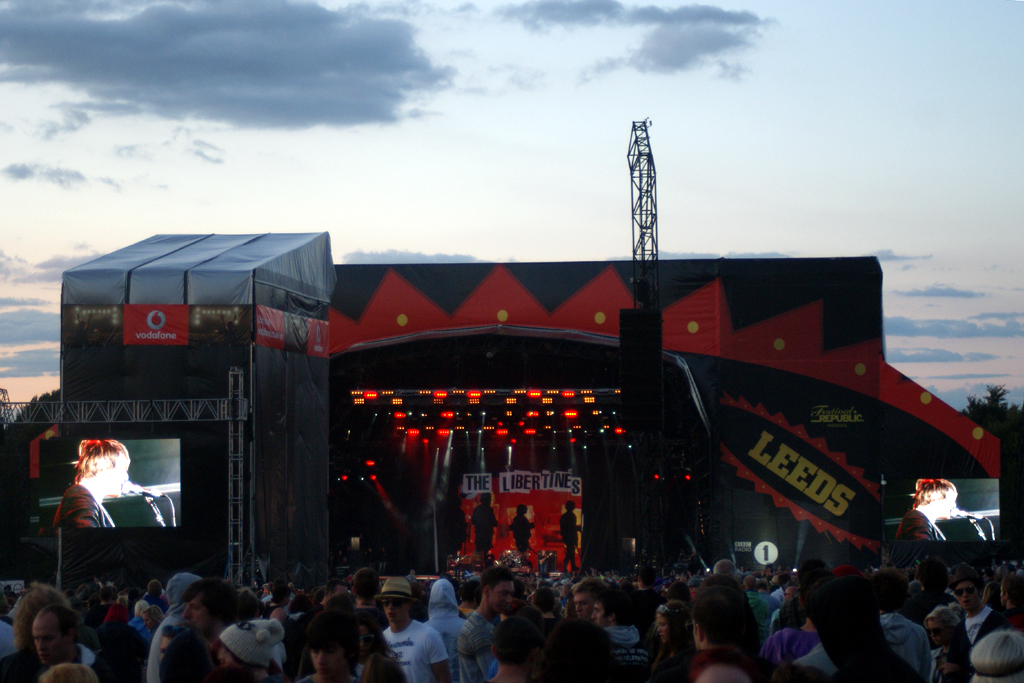
The Libertines beim Leeds Festival 2010

Carl Barât schloss bereits 1997 erste Bekanntschaft mit seinem zukünftigen Bandkollegen Pete Doherty. Barât teilte sich ein Apartment mit Dohertys Schwester Amy-Jo. Sie begannen, Lieder zu schreiben und beschlossen später, eine Band zu gründen. Beide brachen ihre Studien an der University of London ab und zogen in eine gemeinsame Wohnung in der Camden Road.
Gemeinsam mit ihrem dortigen Nachbarn Steve Bedlow, gelegentlich Scarborough Steve genannt, gründeten sie The Libertines. Durch Steve lernten sie auch ihren späteren Bassisten John Hassall kennen.
Innerhalb weniger Wochen nahm die Band in den Odessa Studios drei Lieder auf. Als Schlagzeuger wirkte Paul DuFour mit, der auch noch auf einigen kleineren Konzerten mitspielte.
Als Roger Morton, ein Journalist des britischen Musikmagazins New Musical Express, The Libertines auf einem Konzert in Islington sah, bot er ihnen an, sie zu managen. Obwohl sie zur selben Zeit auch ein Angebot von John Waller bekommen hatten, entschieden sie sich für Roger. Nach sechs erfolglosen Monaten trennte er sich von der Band.
Mitte März 2000 trafen The Libertines auf Banny Poostchi, eine Anwältin der Warner Music Group, die die Musiker fortan managte. Unter Bannys Anleitung entstand „Legs 11“, eine Sammlung von acht Liedern. Im Dezember desselben Jahres beschloss auch sie nach einer Reihe gescheiterter Versuche, ihnen einen Plattenvertrag zu besorgen, ihre Tätigkeit als Managerin für die Libertines einzustellen. Auch Hassall und DuFour schlossen sich ihr an und verließen die Band.
Später versuchte Banny Poostchi erneut, einen Plattenvertrag bei Rough Trade Records zu bekommen. Im Dezember 2001 unterschrieben sie den Vertrag. Die freien Positionen des Schlagzeugers und Bassisten wurden jeweils mit Gary Powell und Johnny Borrell besetzt.
Als Johnny Borrell kurz darauf ausstieg und die Band Razorlight gründete, sprang erneut John Hassall als Bassist ein. Pete Doherty und Carl Barât mieteten eine gemeinsame Wohnung in London, die später zu einem beliebten Veranstaltungsort für zahlreiche „Guerilla Gigs“ wurde.
In dieser Besetzung trat man als Vorband für The Strokes und The Vines auf.

### Turbulenzen
Zur Zeit der Aufnahmen für Up the Bracket und der entsprechenden Tour erhöhte sich Pete Dohertys Drogenabhängigkeit stark, wodurch er sich vom Rest der Band immer mehr entfernte.
Carl war verärgert über die Menschen, mit denen sich Pete umgab und von deren Drogenkonsum. Die Spannungen vergrößerten sich, als Doherty regelmäßig „Guerilla Gigs“ ohne den Rest der Band veranstaltete, was auch die Aufnahmen für das zweite Album verkomplizierte. In dieser Zeit begann Pete Doherty seinen ersten Drogenentzug, den er jedoch sofort wieder abbrach.
An Carl Barâts Geburtstag plante Pete ein geheimes Konzert in der Absicht, die Spannungen zu glätten. Sein Bandkollege bevorzugte jedoch eine Feier in anderer Gesellschaft. Verwirrt und verärgert brach Doherty in dessen Wohnung ein und kam dafür für zwei Monate ins Gefängnis.
Nach Dohertys Haftentlassung spielten die Libertines noch am selben Tag ein Wiedervereinigungskonzert im Tap’n’Tin Pub, bei dem auch Hassall und Powell anwesend waren. Der Auftritt wurde zum „NME Gig of The Year“ ernannt. Die Band versuchte, ihre Probleme hinter sich zu lassen und spielte Mitte Dezember 2003 dreimal vor ausverkaufter Halle im London Forum. Diese Konzerte kamen auf Platz 19 der „Top 100 Gigs of All Time“ des Q Magazine. Weiterhin gingen die Libertines im März 2004 auf eine Tour durch Großbritannien und spielten drei ausverkaufte Konzerte in der Brixton Academy.
Die Managerin Banny Poostchi wurde durch Alan McGee ersetzt, der bereits für Oasis gearbeitet hatte und später auch der Manager von Dirty Pretty Things wurde. Die Band gab weiterhin Konzerte und arbeitete an ihrem zweiten Album. 2004 gewannen sie den „NME Award for Best Band“, obwohl in diesem Jahr Don’t Look Back into the Sun ihre einzige offizielle Veröffentlichung gewesen war.

### Vorläufiges Ende
Aufgrund der schlechten Beziehung zwischen Pete Doherty und dem Produzenten Bernard Butler wurde für diese Aufgabe wieder Mick Jones engagiert, der allerdings auch seine Probleme mit Doherty hatte. Am 14. Mai begann dieser einen zweiten Anlauf, seine Drogensucht zu bekämpfen, gab jedoch drei Wochen später entnervt auf.
Inzwischen hatte Carl Barât bereits einen wöchentlichen Abend im Infinity Club in West End arrangiert. Am Abend nach seinem Ausreißen aus der Entzugsklinik tauchte Doherty dort auf und verkündete seinen Bandkollegen, er wolle in einem buddhistischen Kloster in Thailand versuchen, clean zu werden. In dieser Nacht hatten die Libertines ihren letzten Auftritt in Anwesenheit aller Mitglieder.
Dohertys Entzug blieb zum wiederholten Male ohne Erfolg. Die verbleibende Besetzung der Libertines gab noch einige Konzerte, um das Album zu vermarkten, und vor allem, um die Enttäuschung der Fans zu lindern. Nach weiteren Drogeneskapaden weigerte sich die Band, mit Doherty auf die Bühne zu gehen, bis er seiner Abhängigkeit endgültig entsage.
Die Libertines gaben ihr letztes Konzert in Paris am 17. Dezember 2004, immer noch ohne Doherty. Barât beschloss, die Band ruhen zu lassen. Eine offizielle Auflösung gab es nie.

### Nach den Libertines

#### Pete Doherty
Doherty widmete sich der von ihm gegründeten Band Babyshambles. Ihr Debütalbum Down in Albion beinhaltet drei Top-10-Singles und wurde von Mick Jones produziert.

#### Carl Barât
Carl Barât gründete Dirty Pretty Things, wobei ihn Gary Powell als Schlagzeuger unterstützt. Die Band veröffentlichte die Single Bang Bang You’re Dead Ende April 2006, ihr erstes Album Waterloo to Anywhere im Mai 2006 und tourte davor ausgiebig. Nach dem Release des zweiten Albums Romance at Short Notice löste sich die Band aber ohne Nennung konkreter Gründe im Herbst 2008 auf.

#### John Hassall
Hassall schloss sich der Band Yeti an. Ihre erste Single Never Lose Your Sense of Wonder kam im März 2006 in die Läden und erreichte Platz 36 in den britischen Charts.
Nach einer EP und einem Album löste sich die Gruppe 2009 auf. Hassalls neue Band ist die dänische Gruppe The April Rainers.

#### Gary Powell
Powell war Mitglied der Dirty Pretty Things.

### Reunion
Nachdem es immer wieder Spekulationen um eine baldige Rückkehr der Band auf die Bühnen gab, nicht zuletzt durch einige, oftmals spontane gemeinsame Auftritte Dohertys und Barâts, erklärten The Libertines Ende März 2010 auf einer Pressekonferenz, zumindest für zwei Auftritte bei den Festivals in Reading und Leeds im Sommer 2010 wieder aufzutreten. Für dieses Unternehmen kassierten The Libertines 1,2 Millionen Pfund (1,67 Millionen Euro). Ob und wann die Reunion fortgesetzt wird sei laut Carl Barât noch unklar. Vier Jahre später bestätigte die Band eine offizielle Live-Reunion am 5. Juli 2014 im Londoner Hyde Park. Durch den enthusiastischen Ansturm der Fans kam es allerdings zu Sicherheitsproblemen, Panik und zeitweise musikalischen Aussetzern, da man die Massen an Zuschauern kaum unter Kontrolle halten konnte. Im Herbst 2014 folgte eine kurze Europa-Tour, u. a. nach Berlin und Düsseldorf.
Am 11. September 2015 veröffentlichten The Libertines ihr drittes Studioalbum Anthems for Doomed Youth bei Universal/EMI. Es wurde in den Karma Sound Studios in Thailand aufgenommen, nachdem Pete Doherty dort zuvor eine Entzugsklinik besucht hatte. Er und Barât schrieben die Songtexte für das Album, als Produzent war Jake Gosling beteiligt.

The Libertines Live @ Lollapalooza 2015
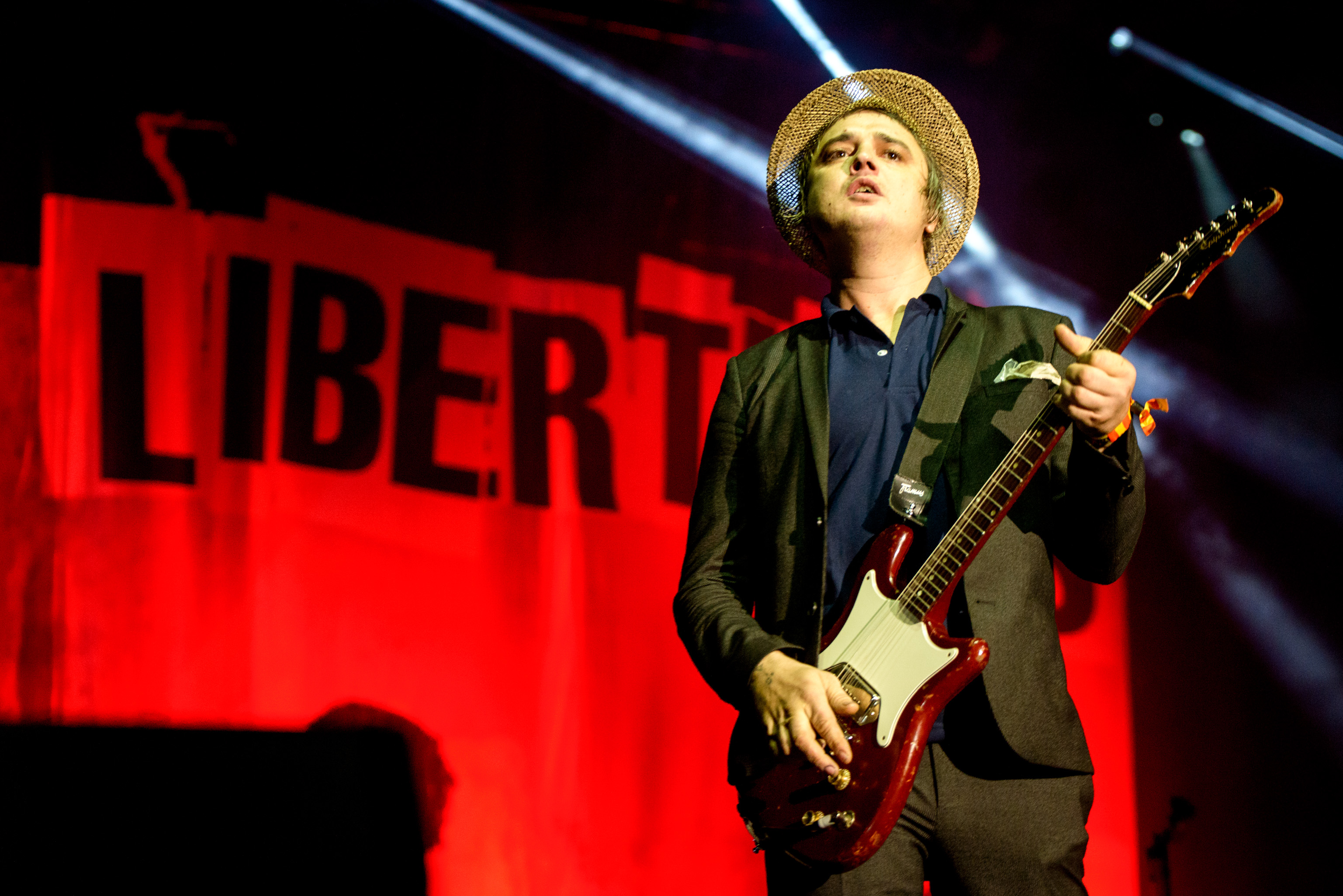
Pete Doherty
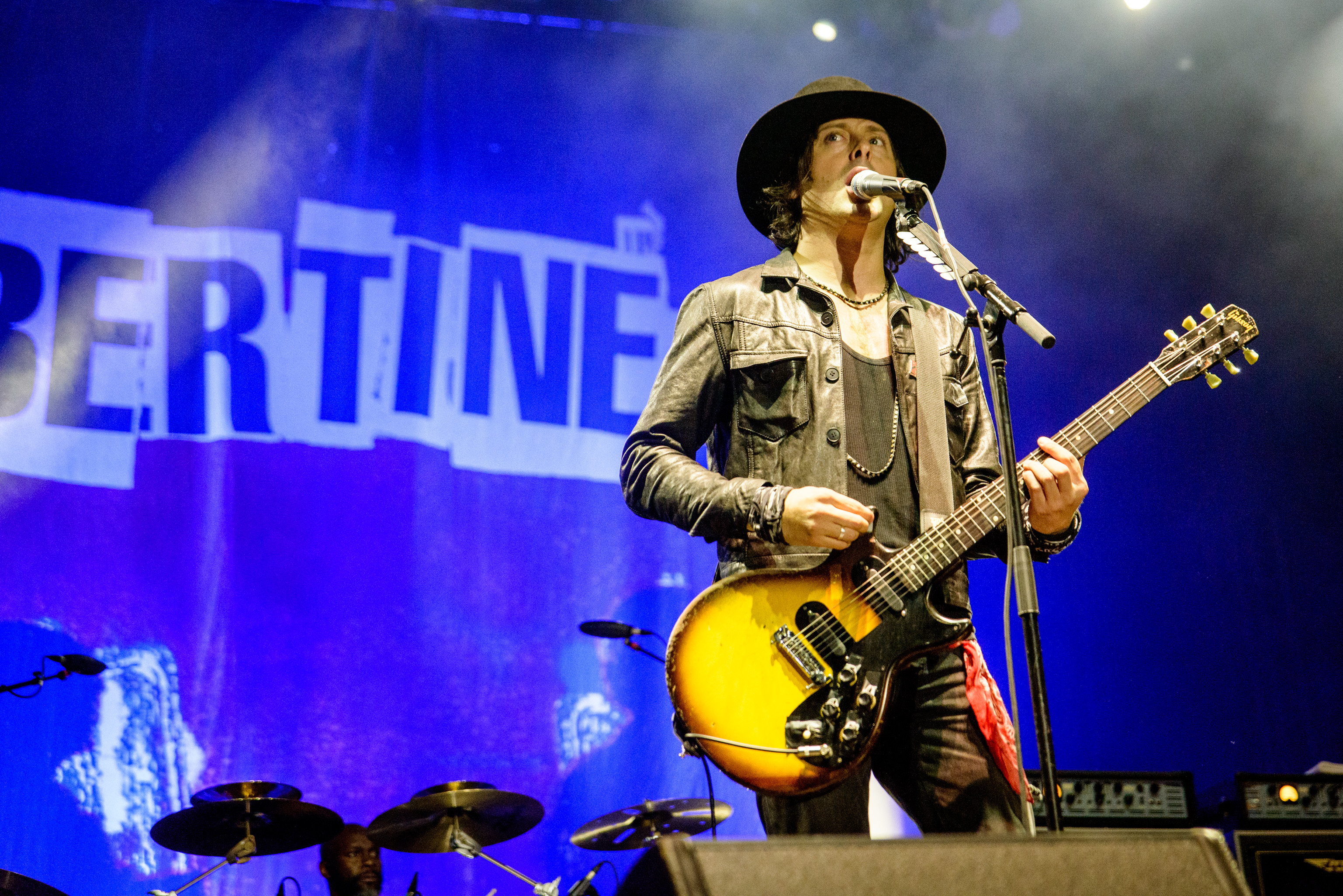
Carl Barât
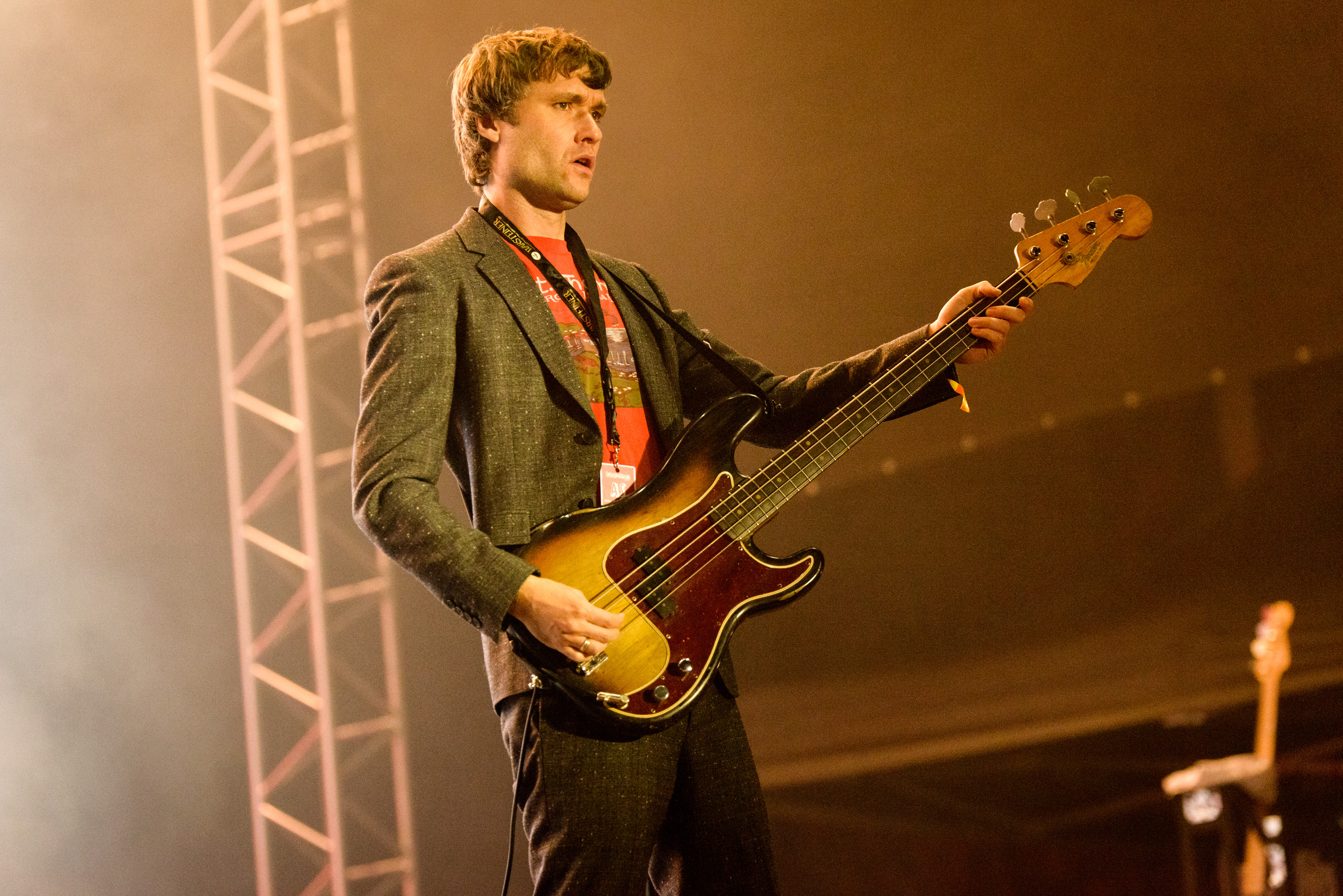
John Hassall
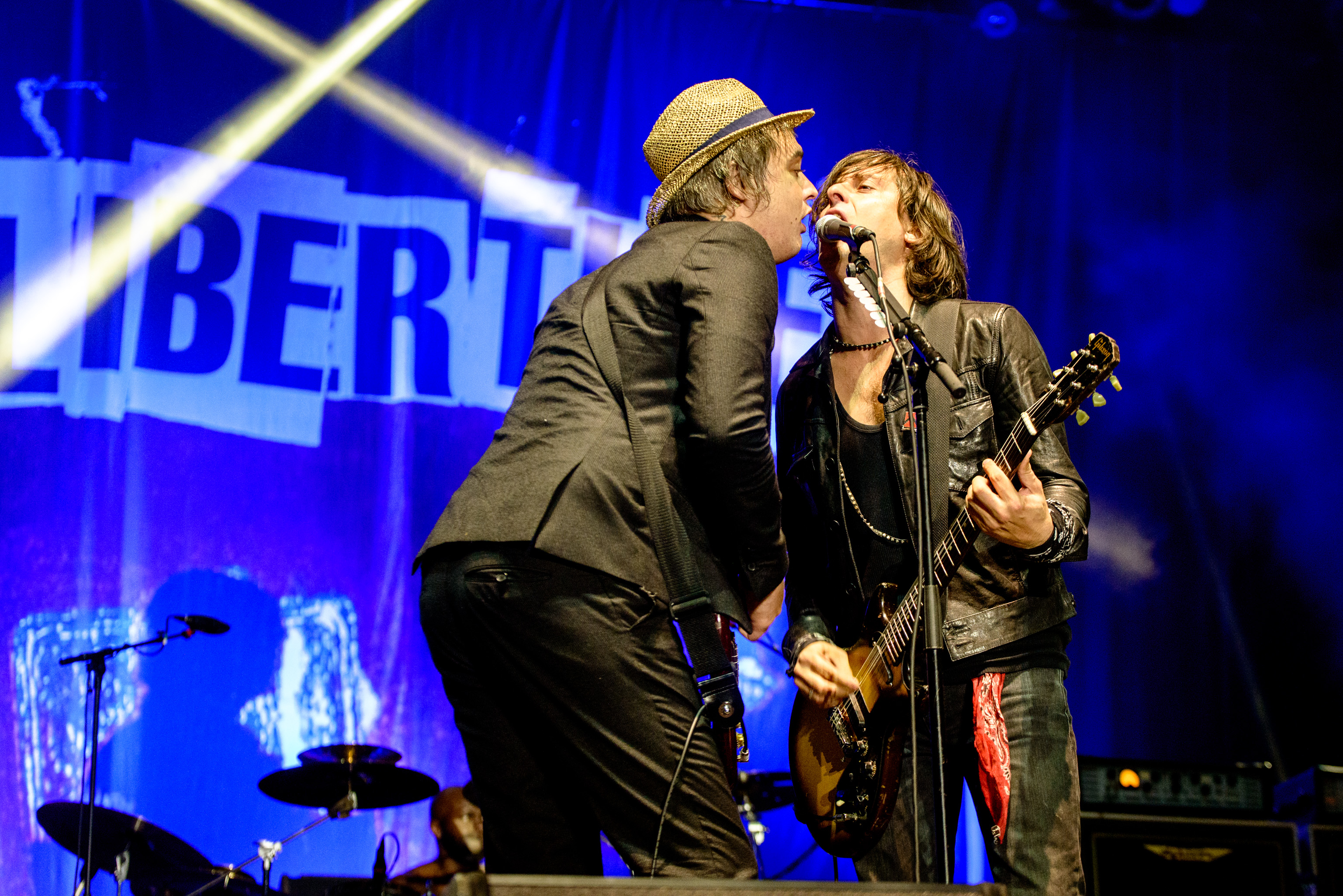
Pete Doherty & Carl Barât

## Stil

### Musik
Die Libertines spielten einen recht eigenwilligen Garagenrock. Stilistisch pendelt er stets zwischen hymnischem Britpop und ungestümem 1970er-Jahre-Punk.
Als einer der wesentlichsten Einflüsse der Libertines lässt sich wohl The Clash verzeichnen. Der ehemalige Clash-Gitarrist Mick Jones produzierte bereits das Debüt Up the Bracket sowie später das zweite, namenlose Album der Libertines und hat selbst schon einmal mit den Libertines live auf einem ihrer Konzerte gespielt.
Außer The Clash hatten auch The Beatles, The Cure, The Jam, The Who, The Smiths und Blur Einfluss auf die Musik der Libertines. Laut Leadgitarrist und Sänger Carl Barât befinden sich unter seinen Vorbildern auch The Velvet Underground. Razorlight hingegen, die Band einer ihrer ehemaligen Bassisten, Johnny Borrell, wurden ihrerseits von den Libertines beeinflusst.

### Texte
Im Gegensatz zu The Strokes, die ihre Einflüsse von The Velvet Underground bis zu den Voidoids zu stilsicheren Popnummern verarbeiteten, höre man bei den Libertines mehr Tiefe und auch einiges an Ironie. Mit ihrem Lied The Boy Looked at Johnny spielten sie auf das gleichnamige Buch von Julie Burchill und Tony Parsons (Boy Looked at Johnny) an, das oft als Manifest des Punks bezeichnet würde, und versuchten, die alte Fehde zwischen New Yorker und Londoner Künstlern wieder anzufachen.
Christian Buß in der Betrachtung der Band: „Punk ist die Verweigerung jeglicher Verhältnismäßigkeit, deshalb sind die Libertines eine große Punkband. Sie zertrümmern die Heiligtümer des Rock’n’Roll, um aus den Trümmern neue Kathedralen zu errichten. Die Sex Pistols haben es auch so gemacht. Und weil sie inzwischen selbst als Heiligtümer gelten, müssen sich die Sex Pistols von Zeit zu Zeit eben selbst zertrümmern.“ Buß zitiert Doherty und konstatiert: „‚Johnny Rotten ist ein moderner Mythos. Wie Elvis. Ich finde es gut, wenn sich so ein Mythos von Zeit zu Zeit selbst demontiert.‘ Wer sich mit den Libertines beschäftigt, landet immer wieder bei der Selbstzerstörung […].“

## Diskografie

### Studioalben
| Jahr | Titel Musiklabel                              | Höchstplatzierung, Gesamtwochen, AuszeichnungChartplatzierungen (Jahr, Titel, Musiklabel, Platzierungen, Wochen, Auszeichnungen, Anmerkungen) | Höchstplatzierung, Gesamtwochen, AuszeichnungChartplatzierungen (Jahr, Titel, Musiklabel, Platzierungen, Wochen, Auszeichnungen, Anmerkungen) | Höchstplatzierung, Gesamtwochen, AuszeichnungChartplatzierungen (Jahr, Titel, Musiklabel, Platzierungen, Wochen, Auszeichnungen, Anmerkungen) | Höchstplatzierung, Gesamtwochen, AuszeichnungChartplatzierungen (Jahr, Titel, Musiklabel, Platzierungen, Wochen, Auszeichnungen, Anmerkungen) | Höchstplatzierung, Gesamtwochen, AuszeichnungChartplatzierungen (Jahr, Titel, Musiklabel, Platzierungen, Wochen, Auszeichnungen, Anmerkungen) | Anmerkungen                                                 |
| Jahr | Titel Musiklabel                              | DE | AT | CH | UK | US | Anmerkungen                                                 |
| ---- | --------------------------------------------- | --- | --- | --- | --- | --- | ----------------------------------------------------------- |
| 2002 | Up the Bracket Rough Trade                    | — | — | — | UK35 Platin · (15 Wo.)UK | — | Erstveröffentlichung: 14. Oktober 2002 Verkäufe: + 300.000  |
| 2004 | The Libertines Rough Trade                    | DE20 (5 Wo.)DE | AT31 (5 Wo.)AT | CH51 (3 Wo.)CH | UK1 Platin · (28 Wo.)UK | US111 (1 Wo.)US | Erstveröffentlichung: 30. August 2004 Verkäufe: + 300.000   |
| 2015 | Anthems for Doomed Youth Virgin EMI           | DE9 (3 Wo.)DE | AT9 (4 Wo.)AT | CH11 (4 Wo.)CH | UK3 Silber · (6 Wo.)UK | — | Erstveröffentlichung: 11. September 2015 Verkäufe: + 60.000 |
| 2024 | All Quiet on the Eastern Esplanade Virgin EMI | DE7 (1 Wo.)DE | AT4 (1 Wo.)AT | CH8 (1 Wo.)CH | UK1 (2 Wo.)UK | — | Erstveröffentlichung: 5. April 2024                         |

### Livealben
- 2016: Live at O2 Academy Glasgow, 2015

### Kompilationen
| Jahr | Titel Musiklabel                          | Höchstplatzierung, Gesamtwochen, AuszeichnungChartsChartplatzierungen (Jahr, Titel, Musiklabel, Platzierungen, Wochen, Auszeichnungen, Anmerkungen) | Anmerkungen                                                |
| Jahr | Titel Musiklabel                          | UK | Anmerkungen                                                |
| ---- | ----------------------------------------- | --- | ---------------------------------------------------------- |
| 2007 | The Best Of – Time for Heroes Rough Trade | UK23 Gold · (4 Wo.)UK | Erstveröffentlichung: 29. Oktober 2007 Verkäufe: + 100.000 |

### EPs
| Jahr | Titel Musiklabel              | Höchstplatzierung, Gesamtwochen, AuszeichnungChartsChartplatzierungen (Jahr, Titel, Musiklabel, Platzierungen, Wochen, Auszeichnungen, Anmerkungen) | Anmerkungen                       |
| Jahr | Titel Musiklabel              | UK | Anmerkungen                       |
| ---- | ----------------------------- | --- | --------------------------------- |
| 2003 | I Get Along Sanctuary Records | UK99 (1 Wo.)UK | Erstveröffentlichung: August 2003 |

Weitere EPs
- 2003: Time for Heroes
- 2003: Don’t Look Back into the Sun / Death on the Stairs
- 2005: What Became of the Likely Lads

### Singles
| Jahr | Titel Album                                   | Höchstplatzierung, Gesamtwochen, AuszeichnungChartsChartplatzierungen (Jahr, Titel, Album, Platzierungen, Wochen, Auszeichnungen, Anmerkungen) | Anmerkungen                                               |
| Jahr | Titel Album                                   | UK | Anmerkungen                                               |
| ---- | --------------------------------------------- | --- | --------------------------------------------------------- |
| 2002 | What a Waster –                               | UK37 (2 Wo.)UK | Erstveröffentlichung: 3. Juni 2002                        |
| 2002 | Up the Bracket                                | UK29 (4 Wo.)UK | Erstveröffentlichung: 30. September 2002                  |
| 2003 | Time for Heroes Up the Bracket                | UK20 Silber · (5 Wo.)UK | Erstveröffentlichung: 13. Januar 2003 Verkäufe: + 200.000 |
| 2003 | Don’t Look Back into the Sun –                | UK11 Platin · (4 Wo.)UK | Erstveröffentlichung: 18. August 2003 Verkäufe: + 600.000 |
| 2004 | Can’t Stand Me Now The Libertines             | UK2 Platin · (6 Wo.)UK | Erstveröffentlichung: 9. August 2004 Verkäufe: + 600.000  |
| 2004 | What Became of the Likely Lads The Libertines | UK9 (7 Wo.)UK | Erstveröffentlichung: 25. Oktober 2004                    |

Weitere Singles
- 2015: Gunga Din
- 2015: Heart of the Matter
- 2015: You’re My Waterloo
- 2023: Run Run Run
- 2023: Night of the Hunter

## Auszeichnungen

### Musikverkäufe
Anmerkung: Auszeichnungen in Ländern aus den Charttabellen bzw. Chartboxen sind in ebendiesen zu finden.
| Land/RegionAuszeichnungen für Musikverkäufe (Land/Region, Auszeichnungen, Verkäufe, Quellen) | Silber     | Gold  | Platin     | Verkäufe  | Quellen   |
| -------------------------------------------------------------------------------------------- | ---------- | ----- | ---------- | --------- | --------- |
| Vereinigtes Königreich (BPI)                                                                 | 2× Silber2 | Gold1 | 4× Platin4 | 2.160.000 | bpi.co.uk |
| Insgesamt                                                                                    | 2× Silber2 | Gold1 | 4× Platin4 |           |           |

### Musikpreise
- 2003: MTV Europe Music Awards "Best British Act" und NME Awards "Best New Band"
- 2004: NME Awards "Best UK Band"
- 2005: NME Awards "Best British Band"